# Quentin
Quentin je mužské rodné jméno. Jméno má latinský původ, vzniklo z Quintinus, což je zdrobnělina z Quintus, což znamená „pátý“.

## Domácké podoby
Quentinek, Quen, Tino, Quensy

## Známí nositelé jména
- Quentin Tarantino – americký režisér
- Quentin Fillon Maillet – francouzský biatlonista
- Quentin Kokta

## Fiktivní známí nositelé
- Quentin Durward – skotský lučištník ze stejnojmenného románu ve službách francouzského krále Ludvíka XI.
- Quentin z Montargis – dobrosrdečný zlodějíček z francouzské kriminální komedie Drž hubu! (2003)